# Culex brachiatus
Culex brachiatus är en tvåvingeart som beskrevs av Hutchings och Sallum 2008. Culex brachiatus ingår i släktet Culex och familjen stickmyggor. Inga underarter finns listade i Catalogue of Life.